# Saint-Symphorien (Eure)
Saint-Symphorien è un comune francese di 412 abitanti, situato nel dipartimento dell'Eure, nella regione della Normandia.

## Società

### Evoluzione demografica
Abitanti censiti